# Ahornkogl
Ahornkogl är ett berg i Österrike.   Det ligger i distriktet Liezen och förbundslandet Steiermark, i den centrala delen av landet, 200 kilometer sydväst om huvudstaden Wien. Toppen på Ahornkogl är 2 001 meter över havet.
Terrängen runt Ahornkogl är bergig åt nordväst, men åt sydost är den kuperad. Runt Ahornkogl är det ganska glesbefolkat, med 22 invånare per kvadratkilometer.. 
Trakten runt Ahornkogl består i huvudsak av gräsmarker.